# Työsaari (ö i Södra Karelen, Villmanstrand, lat 61,20, long 28,17)
Työsaari är en ö i Finland. Den ligger i sjön Saimen och i kommunen Taipalsaari i den ekonomiska regionen  Villmanstrands ekonomiska region  och landskapet Södra Karelen, i den södra delen av landet, 210 km nordost om huvudstaden Helsingfors. Öns area är 18,7 hektar och dess största längd är 0,7 kilometer i öst-västlig riktning.